# Independent Spirit Awards 1999
Die 14. Verleihung der Independent Spirit Awards fand am 20. März 1999 statt.

## Zusammenfassung
Bill Condons James-Whale-Fantasie Gods and Monsters wurde bester Film und gewann darüber hinaus noch zwei weitere Awards. Konkurrenten waren unter anderem Paul Schraders Der Gejagte (Affliction) mit sechs Nominierungen und keinem Award und Darren Aronofskys experimenteller Film Pi mit drei Nominierungen und einem Award. Geschlagen als bester Debütfilm wurde Pi von der Satire The Opposite of Sex – Das Gegenteil von Sex, die noch einen weiteren Award und zwei Nominierungen erringen konnte. Wes Anderson schlug Paul Schrader, Todd Solondz und Todd Haynes und wurde bester Regisseur. Thomas Vinterbergs siegte mit seinem Dogma-95-Film Das Fest (Festen) über vier starke Konkurrenten für den besten ausländischen Film: John Boorman (zum zweiten Mal nominiert), Shohei Imamura, Takeshi Kitano und Walter Salles.

## Gewinner und Nominierte

### Bester Film
Gods and Monsters – Paul Colichman, Gregg Fienberg, Mark R. Harris
Claire Dolan – Ann Ruark
Der Gejagte (Affliction) – Linda Reisman
Velvet Goldmine – Christine Vachon
Die Zeit der Jugend (A Soldier’s Daughter Never Cries) – Ismail Merchant

### Bester Debütfilm
The Opposite of Sex – Das Gegenteil von Sex – Don Roos, David Kirkpatrick, Michael Besman
Buffalo '66 – Vincent Gallo, Chris Hanley
Hauptsache Beverly Hills (Slums of Beverly Hills) – Tamara Jenkins, Michael Nozik, Stan Wlodkowski
High Art – Lisa Cholodenko, Dolly Hall, Jeffrey Levy-Hinte, Susan A. Stover
Pi – Darren Aronofsky, Eric Watson

### Bester Hauptdarsteller
Ian McKellen – Gods and Monsters
Dylan Baker – Happiness
Nick Nolte – Der Gejagte (Affliction)
Sean Penn – Hurlyburly
Courtney B. Vance – Blindes Vertrauen (Blind Faith)

### Beste Hauptdarstellerin
Ally Sheedy – High Art
Katrin Cartlidge – Claire Dolan
Christina Ricci – The Opposite of Sex – Das Gegenteil von Sex
Robin Tunney – Niagara, Niagara
Alfre Woodard – Der Sommer, der alles veränderte (Down in the Delta)

### Bester Nebendarsteller
Bill Murray – Rushmore
James Coburn – Der Gejagte (Affliction)
Charles S. Dutton – Blindes Vertrauen (Blind Faith)
Gary Farmer – Smoke Signals
Philip Seymour Hoffman – Happiness

### Beste Nebendarstellerin
Lynn Redgrave – Gods and Monsters
Stockard Channing – Baby Blues (The Baby Dance)
Patricia Clarkson – High Art
Lisa Kudrow – The Opposite of Sex – Das Gegenteil von Sex
Joely Richardson – Ein himmlischer Garten (Under Heaven)

### Bestes Leinwanddebüt
Evan Adams – Smoke Signals
Andrea Hart – Miss Monday
Anthony Roth Costanzo – Die Zeit der Jugend (A Soldier’s Daughter Never Cries)
Sonja Sohn – Slam
Saul Williams – Slam

### Beste Regie
Wes Anderson – Rushmore
Todd Haynes – Velvet Goldmine
Lodge Kerrigan – Claire Dolan
Paul Schrader – Der Gejagte (Affliction)
Todd Solondz – Happiness

### Bestes Drehbuch
Don Roos – The Opposite of Sex – Das Gegenteil von Sex
Bill Condon – Gods and Monsters
David Mamet – Die unsichtbare Falle (The Spanish Prisoner)
Frank Military – Blindes Vertrauen (Blind Faith)
Paul Schrader – Der Gejagte (Affliction)

### Bestes Drehbuchdebüt
Darren Aronofsky – Pi
Sherman Alexie – Smoke Signals
Lisa Cholodenko – High Art
Tamara Jenkins – Hauptsache Beverly Hills (Slums of Beverly Hills)
Matthew Weiss – Niagara, Niagara

### Beste Kamera
Maryse Alberti – Velvet Goldmine
Matthew Libatique – Pi
Tami Reiker – High Art
Paul Sarossy – Der Gejagte (Affliction)
Malik Hassan Sayeed – White Lines – Im Teufelskreis des Verbrechens (Belly)

### Producers Award
Susan A. Stover – High Art
Margot Bridger – Meschugge
Gill Holland – Dear Jesse
Andrea Sperling – Desert Blue

### Truer Than Fiction Award
Barbara Sonneborn – Wir bedauern, Ihnen mitteilen zu müssen (Regret to Inform)
Vicky Funari – Paulina
Tim Kirkman – Dear Jesse
Julia Loktev – Der Aufprall (Moment of Impact)
Kyra Thompson – Dying to Tell the Story

### Bester ausländischer Film
Das Fest (Festen) – Thomas Vinterberg
Der Aal (Unagi) – Shohei Imamura
Central do Brasil – Walter Salles
Der General (The General) – John Boorman
Hana-Bi – Feuerblume – Takeshi Kitano

### Someone to Watch Award
David D. Williams – Thirteen
Tony Barbieri – One
Lynn Hershman-Leeson – Leidenschaftliche Berechnung (Conceiving Ada)
Eric Tretbar – Snow